# Ed Gilbert
Ed Gilbert (29. juni 1931 - 8. maj 1999) var en amerikansk tegnefilmsdubber. Han var kendt som stemmen bag Baloo i Luftens Helte, Francois i Bernard og Bianca: SOS fra Australien, og Dormammu i Spider-Man: The Animated Series.